# Born of Hope
Born of Hope (Nacido de la esperanza) es un fan film semiprofesional de aventuras fantásticas dirigido y producido por la cineasta británica Kate Madison. Está ambientado en el noroeste de la Tierra Media creada por el escritor británico J. R. R. Tolkien, en los años inmediatamente anteriores a los hechos narrados en sus novelas El hobbit y El Señor de los Anillos. Retrata hechos y personajes brevemente esbozados en el Apéndice A de esta última: la historia de Arathorn y Gilraen, los padres de Aragorn, uno de los protagonistas de El Señor de los Anillos, último descendiente del linaje de Elendil y único heredero legítimo de los tronos de Arnor y Gondor; y del resto de los montaraces dúnedain que se sacrificaron por mantenerle a salvo.
Kate Madison reunió un reparto y un equipo de producción capaz de captar la esencia visual del universo Tolkien con un presupuesto mínimo. Además, Born of Hope no destaca sólo en lo visual, sino que por su guion original resulta una precuela plausible para El Señor de los Anillos: la Comunidad del Anillo.
El presupuesto necesario para la producción fue recaudado exclusivamente mediante donaciones privadas y se invirtió íntegramente en material, puesto que todos los que trabajaron en la película lo hicieron de manera altruista. Internet fue el punto de reunión para la producción del film. El preestreno de Born of Hope se produjo en la Ring*Con de 2009; mientras que su exhibición pública se llevó a cabo desde Internet. Aunque los derechos cinematográficos de El Señor de los Anillos son controlados por Middle-earth Enterprises, la empresa de Saul Zaentz, el Tolkien Estate y New Line Cinema, ninguno de los fan films lanzados sin ánimo de lucro ha recibido advertencia legal alguna.

## Argumento
A finales de la Tercera Edad, en la Tierra Media, el poder del malvado Sauron se incrementa. Sus orcos se dedican a perseguir a los escasos miembros restantes del linaje de Elendil el Alto, cuya sangre aún fluye por las venas de los últimos de los dúnedain. Dírhael, su esposa Ivorwen y su hija Gilraen son emboscados por un grupo de orcos mientras huyen del ataque a su poblado; pero resultan salvados por un grupo de montaraces guiados por Arathorn. Sin lugar seguro al que ir, los refugiados son conducidos por Arathorn a Taurdal, el poblado gobernado por su padre y capitán de los dúnedain del Norte, Arador. Una vez allí, Arathorn y Arador especulan sobre la causa del interés de los orcos en encontrar joyas de los dúnedain. Durante su estancia en Taurdal, Gilraen se enamora de Arathorn.
A la vista de los ataques a los asentamientos vecinos, Arador conduce a sus fuerzas en una campaña contra los orcos de la zona en un intento de devolver la paz a la región. Mientras tanto, envía a Arathorn por su cuenta para que intente determinar el sentido de los ataques. Arathorn descubre que los orcos sirven a Sauron, que busca el Anillo de Barahir. Arathorn y Gilraen reciben la bendición de Arador para casarse, pero Arathorn no es capaz de juntar el arrojo necesario para pedir a Dírhael la mano de su hija. En ese momento, Arador es convocado a Rivendel para unirse al concilio de Elrond, y la boda debe posponerse hasta su regreso, cuando Arathorn sí consigue afrontar la pedida a Dírhael, y el matrimonio se celebra.
Un año más tarde, Arador resulta muerto por un troll de las montañas en los Páramos Fríos, lo que convierte a Arathorn en capitán de los dúnedain. Gilraen queda embarazada y da a luz un hijo, Aragorn. Taurdal vive en paz durante un tiempo, hasta que Elladan y Elrohir, los hijos de Elrond, llegan con noticias de Rivendel. Elrond percibe que el peligro vuelve a amenazar a la región, y pide que Gilraen y Aragorn acudan a Rivendel por su seguridad, como es además tradición entre los herederos de la capitanía de los dúnedain. Antes de que Arathorn y Gilraen pudieran tomar una decisión, una banda de orcos ataca el poblado. Son derrotados, y Arathorn guía a los montaraces en persecución de los que huyen. Consiguen alcanzarlos, pero Arathorn resulta mortalmente herido en la acción. Sin un capitán capaz de liderarlos, los dúnedain abandonan Taurdal y se esconden en la espesura de los bosques de Rhudaur, mientras el heredero Aragorn es conducido a Rivendel.

## Reparto
El reparto completo de Born of Hope, tal y como aparece en los créditos de la película está compuesto por:
- Christopher Dane como Arathorn;
- Beth Aynsley como Gilraen, la esposa de Arathorn;
- Kate Madison como Elgarain,[NB 2] una montaraz y amiga de Arathorn;
- Danny George como Dírhaborn,[NB 2] un montaraz;
- Iain Marshall como Arador, capitán de los dúnedain y padre de Arathorn;
- Andrew McDonald como Dírhael, el padre de Gilraen;
- Philippa Hammond como Ivorwen, la madre de Gilraen;
- Howard Corlett como Halbaron,[NB 2] mano derecha de Arathorn y líder de los dúnedain tras su muerte;
- Matt y Sam Kennard como Elladan y Elrohir, respectivamente, hijos gemelos de Elrond;
- Luke Johnston, Robert Harvey y Jonah McLafferty como el bebé y niño Aragorn, hijo de Arathorn y heredero de su linaje;
- Ollie Goodchild y Lars Mattes como el niño Halbarad, el hijo de Halbaron;
- Amani Johara como Evonyn,[NB 2] la esposa de Halbaron;
- Richard Roberts como Shaknar,[NB 2] el jefe en la región de Rhudaur de los orcos leales a Sauron;
- Lewis Penfold como Gorganog,[NB 2] otro orco de Sauron, grande y fuerte;
- Tom Quick como Dorlad,[NB 2] el hermano de Gilraen, muerto en el asalto a su poblado;
- Raphael Edwards como Mallor,[NB 2] otro montaraz;
- Phoebe Chambers y Amylea Meiklejohn como Maia,[NB 2] una niña refugiada huida de los orcos, adoptada por Halbaron y Evonyn;
- Daniel Tyler-Smith como Ekash,[NB 2] el padre de Maia, muerto en el ataque a su poblado;
- Robert Pearce como Arasch,[NB 2] otro montaraz dúnedain;
- Soul Smallpage como Nork,[NB 2] otro orco; y
- Wallok,[NB 2] el troll de las colinas que acaba con Arador, un personaje digital.

Y además, sin acreditar:
- Peter Holyoake como otro montaraz; y
- Kaitlin Howard como otro guerrero orco.

## Producción
La idea de hacer la película nació en 2003, cuando Kate Madison quiso presentar una película a la Tolkien Fan Film Exhibition, pero no llevó a la práctica las primeras actuaciones hasta noviembre de 2005, cuando realizó el casting. El plan original era modesto, pero fue creciendo hasta abril de 2006, cuando se realizaron las primeras tomas de prueba. La parte principal de la fotografía se realizó a partir del 16 de julio de 2008, y continuó hasta bien avanzado 2009.
Este proyecto convocó un reparto de actores profesionales y un equipo de producción capaz de captar la esencia visual del universo Tolkien tal y como Peter Jackson lo hizo en su trilogía, pero con una mínima parte del presupuesto de Jackson. Este mínimo presupuesto necesario para la producción fue recaudado exclusivamente mediante donaciones privadas a través del sitio web del film; y se invirtió de manera íntegra en material, puesto que todos los que trabajaron en la película lo hicieron sin ánimo de lucro. Internet fue el punto de reunión para la producción del film, que hizo posible que gente de los Estados Unidos, Canadá, Australia, Alemania y Nueva Zelanda colaborase en el guion, el vestuario, el attrezzo y la banda sonora. Parte del equipo de Born of Hope colaboró simultáneamente, en una u otra medida, en el fan film The Hunt for Gollum. De hecho la colaboración entre los equipos de ambos fan films fue tan estrecha que llegaron a compartir parte del vestuario y attrezzo.
Kate Madison, que dirigió y produjo la película, decidió ser también un foco central del proyecto, por lo que también interpretó a la montaraz Elgarain, un personaje con bastante peso en la historia. Christopher Dane (Arathorn) también acabó particularmente involucrado en la realización del filme, convirtiéndose en una de las personas que más aportó al guion y manejando la edición final. 
Las dos localizaciones principales del filme son la recreación de un poblado anglosajón que se puede visitar en West Stow (Suffolk), y que se adaptó con poco esfuerzo para que representase el poblado dúnedain de Taurdal; y el bosque de Epping, en Essex. Además, otra parte de los exteriores fue rodada en el Parque nacional Snowdonia y en el Distrito de los Lagos.
La última intención del equipo era poder preestrenar Born of Hope en la convención Ring*Con de 2009, en Bonn (Alemania), lo que finalmente se consiguió el 2 de octubre de ese año. Su distribución no se llevó a cabo en el circuito comercial, sino que se suministró su visionado bajo demanda en Internet desde el 1 de diciembre de 2009 en exclusiva por la página DailyMotion, y más tarde por otras como YouTube.

## Recepción

### Interés profesional
Esta película semiprofesional se granjeó por su calidad el interés de varios profesionales intervinientes en la célebre trilogía de Peter Jackson, ya desde la etapa de realización del filme:

Amazing stuff. It's incredible to see what craftsmanship, sensitivity and attention to detail is being brought to bear on this ambitious project. Everything so far looks amazing and I can't wait to see the finished film.
Un material sorprendente. Es increíble ver la artesanía, sensibilidad y atención que se ha puesto en este ambicioso proyecto. Todo parece sorprendente y no puedo esperar para ver la película acabada.
— Richard Taylor, director y supervisor de efectos de Weta Workshop.

I really admire what you are doing and would love to support your efforts in some way.
Realmente admiro lo que estáis haciendo, y me encantaría apoyar vuestros esfuerzos de algún modo.
— Daniel Falconer, diseñador de Weta Workshop.

It looks like you people are putting together an awesome project. I'm looking forward to seeing the film, myself. Best wishes on completion of the project.
Parece que vuestra gente está levantando un asombroso proyecto. Ansío ver la película por mí mismo. Mis mejores deseos en la conclusión del proyecto.
— Christian Fletcher, forjador de espadas.

### Crítica
Entre los aspectos técnicos, la crítica destacó los efectos visuales, en particular la escena del troll, el maquillaje, vestuario, attrezzo y las escenas de combate. Se señalan como puntos técnicos más flojos la fotografía de paisajes lejanos y la interpretación, salvando del reparto las actuaciones de Christopher Dane y la propia Kate Madison.
Born of Hope no destaca sólo en lo visual, sino que su guion original relata de manera creíble una historia sólo esbozada por Tolkien con personajes que nunca antes se habían visto en pantalla, resultando una precuela plausible para El Señor de los Anillos: la Comunidad del Anillo; aunque otras críticas señalan el guion como un punto flojo de la película, por faltarle agilidad y tener problemas con el manejo del tiempo cinematográfico. En cualquier caso, sobre el tema, se ha señalado que si se la despoja de sus vestimenta de fantasía y de sus escenas de acción, Born of Hope es una película sobre el amor en tiempos difíciles, amores imposibles y celos; básicamente una película romántica.
Wendy Ide, en el diario The Times, dio a la película una crítica favorable, premiándola con cuatro estrellas de cinco posibles. La calificó de «un homenaje casi perfecto a la visión de los Anillos de Jackson». También señaló que el filme está «muy bien actuado», y que «prácticamente todas las actuaciones tienen una habilidad muy superior a la habitualmente evidenciada por el cine de bajo presupuesto».

### Audiencia
A Born of Hope se la puede considerar también un gran éxito de audiencia, puesto que, sólo a través de YouTube y al mes y medio de su estreno, llevaba más de 160.000 visionados. El 7 de febrero de 2010, a poco más de dos meses de su estreno, llevaba más de 230.000 visionados por este canal y más de 260.000 por DailyMotion, totalizando el medio millón de visionados. Como elemento de comparación se puede mencionar que en el año de su estreno sólo tres películas españolas superaron esa cifra de espectadores. En agosto de 2012 alcanzaba los diez millones de visionados en Youtube y 345.000 por DailyMotion.[cita requerida]